# Татарские Сулли
Татарские Сулли — река в России, протекает по Ермекеевскому району Башкортостана. Длина реки составляет 13 км, площадь водосборного бассейна 53,7 км².
Начинается восточнее села Старые Сулли, протекает через него, затем — между берёзовым и дубовым лесами, потом через село Кызыл-Яр. Направление течения южное. Устье реки находится в 5 км по правому берегу реки Сулли.

## Данные водного реестра
По данным государственного водного реестра России относится к Камскому бассейновому округу, водохозяйственный участок реки — Ик от истока и до устья, речной подбассейн реки — бассейны притоков Камы до впадения Белой. Речной бассейн реки — Кама.
Код объекта в государственном водном реестре — 10010101312111100027919.